# Scaphyglottis grandiflora
Scaphyglottis grandiflora är en orkidéart som beskrevs av Oakes Ames och Charles Schweinfurth. Scaphyglottis grandiflora ingår i släktet Scaphyglottis och familjen orkidéer. Inga underarter finns listade i Catalogue of Life.